# Шпак, Александр Гранатович
Александр Гранатович Шпак (род. 28 апреля 1959 года, Жданов) — украинский художник, член национального Союза художников Украины.

## Биография
Александр Шпак родился 28 апреля 1959 года в Жданове в семье рабочих. В 1978 году окончил Ждановский индустриальный техникум и поступил в Ждановский металлургический институт. 

В ноябре 1979 году прервал обучение и стал художником, несколько лет работал штамповщиком на заводе «Азовмаш». C 1980 по 1982 год служил в армии.

## Творческая деятельность
С 1987 по 1993 год был художником-оформителем, выполнял работы декоративного и декоративно-монументального характера (декоративная живопись, супер-графика, панно, декоративная скульптура). Затем увлёкся станковой живописью маслом. Пишет пейзажи, натюрморты, портреты.

Участвовал более чем в 40 выставках (городских, групповых, в 9 всеукраинских и 5 персональных, в том числе Мариуполе, Донецке, Киеве, Ивано-Франковске, Черкассах, Хмельницке).
Александр Шпак является дипломантом Всеукраинского триеннале живописи-2010 Национального Союза Художников Украины в г. Киеве.
Репродукция его работы «Абрикосовое дерево» размещена в альбоме «Изобразительное искусство Украины».
Работы Шпака хранятся во многих частных коллекциях Украины, Кипра, Италии, России, США, Белоруссии и Израиля. Часть работ представлены в Мариупольском художественном музее им. Куинджи и Мариупольском краеведческом музее.

### Участие в выставках
- «Всеукраинское триеннале живописи», Киев, 2007[2]
- «Всеукраинское триеннале живописи», Киев, 2010[3]
- «Исторические фигуры будущего. Всеукраинская художественная выставка современного портрета.», Киев, 2010.[4]
- «Всеукраинская художественная выставка ко дню независимости Украины.», Киев, 2011.[5]
- «Мемориал А.И. Куинжи», Мариуполь, 2012.[6]